# Amstel Gold Race 1987
L'Amstel Gold Race 1987, ventiduesima edizione della corsa, si svolse il 25 aprile 1987 su un percorso di 242 km da Heerlen a Meerssen. Fu vinta dall'olandese Joop Zoetemelk, che terminò in 6h 12' 51".

## Ordine d'arrivo (Top 10)
| Pos. | Corridore          | Squadra      | Tempo    |
| ---- | ------------------ | ------------ | -------- |
| 1    | Joop Zoetemelk     | Superconfex  | 6h12'51" |
| 2    | Steven Rooks       | PDM-Ultima   | a 30"    |
| 3    | Malcolm Elliott    | ANC-Halfords | a 32"    |
| 4    | Teun van Vliet     | Panasonic    | a 34"    |
| 5    | Bruno Cornillet    | Z-Peugeot    | a 40"    |
| 6    | Phil Anderson      | Panasonic    | a 1'34"  |
| 7    | Eddy Planckaert    | Panasonic    | a 1'37"  |
| 8    | Nico Verhoeven     | Superconfex  | s.t.     |
| 9    | Adrie van der Poel | PDM-Ultima   | s.t.     |
| 10   | Theo de Rooij      | Panasonic    | s.t.     |